# Morro Chato
Morro Chato är en udde i Antarktis. Den ligger i Sydshetlandsöarna. Argentina, Chile och Storbritannien gör anspråk på området.
Terrängen inåt land är kuperad åt sydost, men åt nordost är den platt. Havet är nära Morro Chato västerut. Trakten är glest befolkad. Närmaste befolkade plats är Escudero Station, 3,4 kilometer öster om Morro Chato. 